# Marie-Rose Gaillard
Marie-Rose Gaillard   (Thimister, 19 d'agost de 1944 - Aywaille, 18 de juny de 2022) va ser una ciclista belga. El 1962 es va proclamar Campiona del Món en ruta.
És tieta del també ciclista Philippe Gilbert.

## Palmarès
- 1962
  -  Campiona del món en ruta
- 1966
  -  Campiona de Bèlgica en ruta